# Вулфенсон, Джеймс
Джеймс Дэвид Вулфенсон (англ. James David Wolfensohn; 1 декабря 1933 — 25 ноября 2020) — 9-й президент Всемирного банка.

## Биография
Вулфенсон родился 1 декабря 1933 года в Сиднее в еврейской семье, которая эмигрировала в годы Великой депрессии из Англии в Австралию.
Член сборной по фехтованию Австралии на Летних Олимпийских играх 1956 в Мельбурне. Офицер Королевских военно-воздушных сил Австралии.
Получил степень бакалавра в Сиднейском университете. В 1959 получил степень MBA в Гарвардской школе бизнеса.
Женат, трое детей. С 1980 гражданин США. В 2010 восстановил гражданство Австралии.
25 ноября 2020 года умер у себя дома в нью-йоркском районе Манхэттен. Причиной смерти стало осложнение после пневмонии.

### Карьера во Всемирном банке
Вулфенсон официально вступил в должность президента Всемирного банка 1 июля 1995 года. На эту должность он был номинирован президентом Соединённых Штатов Биллом Клинтоном. В 2000 году был единогласно поддержан советом директоров банка на второй пятилетний срок, став при этом третьим лицом, занимавшим должность президента банка два срока, после Юджина Блэка и Роберта Макнамары.

## Награды
- Рыцарь-командор ордена Британской империи.
- Офицер ордена Австралии.
- Орден Дружбы (17 января 2004 года, Россия) — за большой вклад в укрепление международного сотрудничества[7].
- Орден Золотого руна (1 июня 1999 года, Грузия) — за особый вклад, внесённый в строительство грузинского государства, реформирование экономики и спасение культурного наследия Грузии[8]